# Kerrin Lee-Gartner
Kerrin Lee-Gartner (n. 21 septembrie 1966, Trail⁠(d), British Columbia, Canada) este o schioare alpină ce a reprezentat Canada, medaliată olimpică. A participat la 3 ediții ale Jocurilor Olimpice (1988, 1992, 1994) în care a câștigat 1 medalie de aur.